# Halfway House (Kalifornia)
Halfway House – obszar niemunicypalny w Kern County, w Kalifornii (Stany Zjednoczone), na wysokości 341 m.